# Товарні кондиції нафти
Товарні кондиції нафти (рос. товарные кондиции нефти; англ. tank oil standards, saleable oil standards, нім. Tankererdölkonditionen f pl) — вимоги до якості нафти, яку здають нафтотранспортним підприємствам, щодо:
- вмісту води (не більше 0,5-1%),
- хлористих солей (не більше 100-1800 мг/л),
- механічних домішок (не більше 0,05%),
- тиску насиченої пари за температури здавання (не більше 0,06665 МПа).